# Hammel Kirke
Hammel Kirke ligger i byen Hammel og er en romansk kirke fra ca. 1100 og rummer flere seværdigheder. I kirkens sokkel, øst for mandsdøren, findes runeinskriptioner i stenene, og i kirkens østlige ende er opført et kapel, der frem til 1800-tallet blev benyttet som gravplads for familien Friis på Frijsenborg Slot.
I 1558 blev Hammel Kirke sognekirke for beboerne i det hidtidige Jernit Sogn, da kongen befalede, at Jernit Kirke skulle nedbrydes og materialerne herfra anvendes til Hammel Kirke. Resterne fra Jernit Kirke blev i 1904 påvist ved en udgravning ved vejen nordøst for Frijsenborg Slot.
Kirken er en såkaldt vejkirke.
- Hammel Kirke
- Hammel Kirke

- Hammel Kirke; Tilmuret syddør med romanske stenarbejder.
- Tilmuret norddør; Billedet på tympanonen skal forestille legenden om Sankt Eustachius

## Eksterne kilder og henvisninger
1. ↑  Jernit Kirke på danmarkskirker.natmus.dk
2. ↑  Vejkirker og andre åbne kirker Arkiveret 4. marts 2016 hos  Wayback Machine, Kirkefondet, side 15. Hentet 7. august 2011

- Wikimedia Commons har flere filer relateret til Hammel Kirke
- Hammel Kirke Arkiveret 31. januar 2011 hos  Wayback Machine hos nordenskirker.dk
- Hammel Kirke på danmarkskirker.natmus.dk (Danmarks Kirker, Nationalmuseet)
- Hammel Kirke på KortTilKirken.dk